# Nima
Nima, later veranderd in Omroep Maasduinen was de lokale omroep van de Nederlandse gemeente Gennep (provincie Limburg). De zender verzorgde radio-uitzendingen via de ether en de kabel onder de naam nimafm en verzorgt tevens televisie-uitzendingen via de kabel onder de naam nimatv.

## Geschiedenis
De omroep zond sinds 1988, gedurende de eerste vijftien haar van zijn bestaan, uit als "Magic" (Magic FM/Magic TV) onder beheer van de stichting LOGO (Lokale Omroep Gennep en Omstreken).
Na het samengaan van deze stichting met SMOG (Stichting Multimediale Omroep Gennep) in 2008 is de naam van de zender veranderd naar "OmroepGennep".
Vanaf 2011 ging OmroepGennep samen met MOS Radio uit buurgemeente Mook en Middelaar onder de naam nima, dat staat voor Niers en Maas, de twee rivieren die het (toenmalig) uitzendgebied met elkaar verbinden. De omroep is niet meer te zien in gemeente Mook en Middelaar.
Sinds nima digitaal uitzond (2012), was de omroep te ontvangen in de gehele kop van Limburg (van Gennep tot en met Venlo).
In 2014 is nima financieel in een ongunstige positie komen te staan.
Met het uitbreiden van het aandachtsveld naar de Kop van Noord-Limburg (Nederland) speelde Omroep Maasduinen in op de omvorming in het regionale medialandschap, maar in feite verspeelde het de sympathie van de Gennepse politiek.
Sinds 28 oktober 2017 Omroep Maasduinen gestopt. De lokale omroep trok de stekker eruit omdat het Commissariaat voor de Media, op advies van de Gennepse gemeenteraad, de zendmachtiging aan GennepNews heeft toegekend.